# Zahnašovice
Zahnašovice (en allemand : Zahnaschowitz, de 1939 à 1945 : Sachnaschowitz) est une commune du district de Kroměříž, dans la région de Zlín, en Tchéquie. Sa population s'élevait à 312 habitants en 2025.

## Géographie
Zahnašovice se trouve à 12 km à l'est de Kroměříž, à 12 km au nord-est de Zlín, à 71 km à l'est-nord-est de Brno et à 241 km à l'est-sud-est de Prague.
La commune est limitée par Holešov au nord et au nord-est, par Martinice et Žeranovice à l'est, par Lechotice et Míškovice au sud, et par Ludslavice et Třebětice à l'ouest.

## Histoire
La première mention écrite de la localité date de 1131.

## Transports
Par la route, Zahnašovice se trouve à 6 km de Holešov, à 16 km de Zlín, à 17 km de Kroměříž, à 80 km de Brno et à 286 km de Prague.

## Source
- (cs) Cet article est partiellement ou en totalité issu de l’article de Wikipédia en tchèque intitulé « Zahnašovice » (voir la liste des auteurs).